# 第7回十字軍

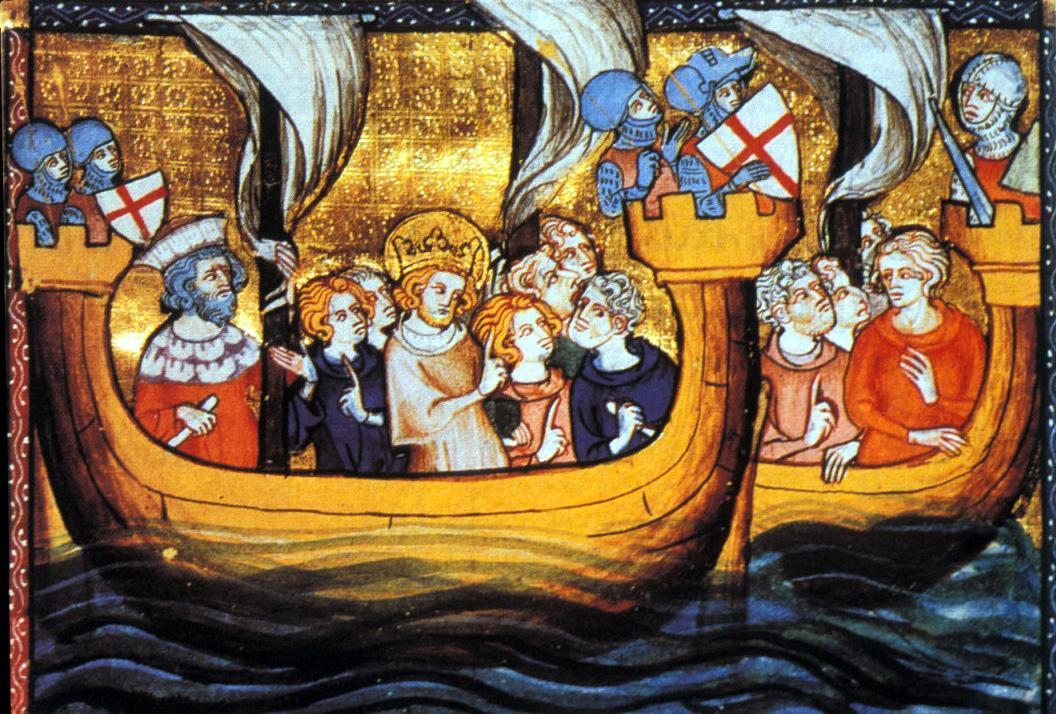
第7回十字軍

第7回十字軍（だい7かいじゅうじぐん、1248年 - 1254年）は、フランス王ルイ9世が主導した十字軍。アイユーブ朝のエジプトを攻撃したが、敗北して捕虜となり、占領地を全て放棄した上に莫大な身代金を支払って撤退した。

## 背景
1229年の第6回十字軍によりエルサレムはキリスト教勢力の手に戻り、10年の休戦が結ばれたが、1244年に再びイスラム教勢力（エジプトのアイユーブ朝に雇われたホラズム兵）により陥落した (エルサレム包囲戦 (1244年))。
これに対する西欧の反応は、1187年の陥落と比べて遥かに少なかった。神聖ローマ皇帝でエルサレム王でもあるフリードリヒ2世はローマ教皇と対立しており、イングランド王ヘンリー3世もシモン・ド・モンフォールらの第二次バロンの乱の対応で忙しく、十字軍には関心を示さなかった。西欧は第1回十字軍のころと比べて格段に豊かになっており、命や財産を失う危険を払ってまで聖地を取り戻そうとする宗教的情熱は人々の間から失われつつあった。また十字軍国家も、ある程度の共存が成立していたイスラム勢力との関係が十字軍によって悪化することを恐れ、軍の派遣を望まなかった。
しかし、当時西欧一の実力を誇ったフランス王国の国王ルイ9世は、エルサレム奪還に強い興味を示した。後に列聖されるほど信心深かったルイ9世は、母ブランシュや重臣の反対を押し切って十字軍を起こすことを決めた。

## 十字軍

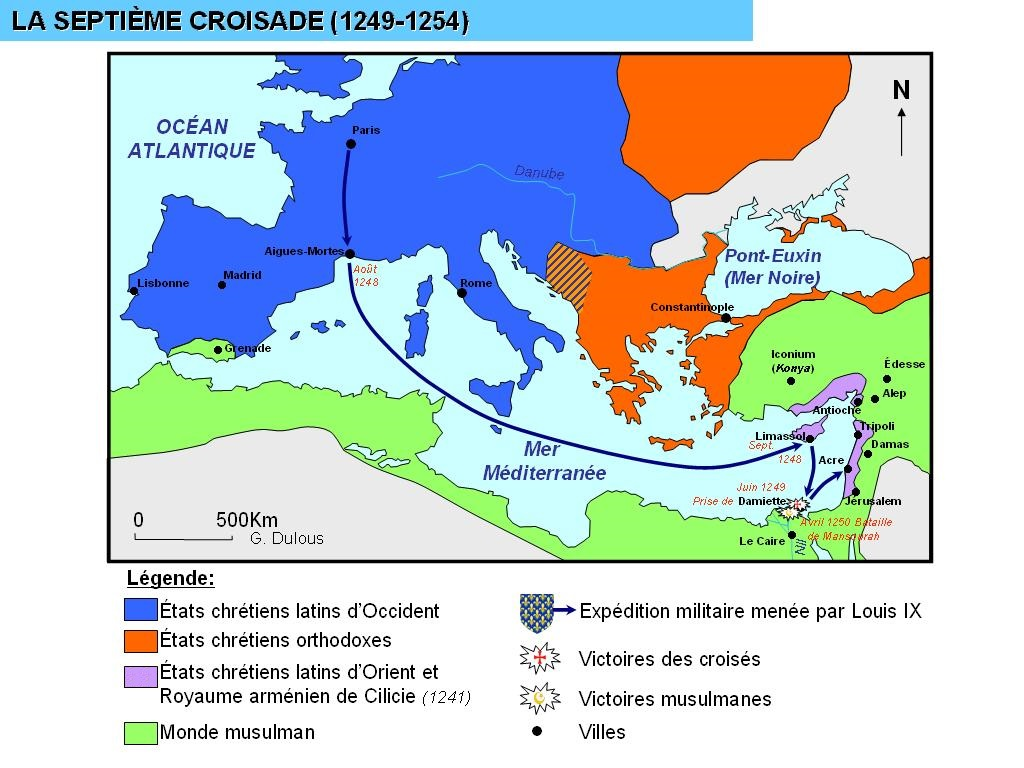
第7回十字軍の進路

ルイ9世は、弟のトゥールーズ伯アルフォンス、アンジュー伯シャルル、アルトワ伯ロベールなど2万ばかりの軍勢を引きつれ、海路でキプロスに到着した。
キプロスで現地諸侯らを集めて会議を開き、目的地を討議すると、ラテン帝国からはニケーア帝国の攻撃を要請され、アンティオキア公やテンプル騎士団からはシリアを攻めることが提案されたが、ルイ9世はエルサレムを確保した上で維持するためにはエジプトを攻撃して占領することが必要だと判断した。1249年6月にエジプトに上陸し、海港ダミエッタに攻撃をしかけた。ダミエッタの指揮官と兵は街を放棄し、十字軍は容易にここを占領した。しかしナイル川の氾濫により6ヶ月ここで足止めを食うことになった。
ダミエッタ占領後、大多数の諸侯は食料の運搬に適した港のあるアレクサンドリアを次の目標として考えていたが、アルトワ伯ロベールがカイロ攻撃を主張したため、ルイ9世は弟の意見を採りカイロへの進軍を決定した。
この時期、アイユーブ朝スルタンのサーリフは病床にあり、ルイ側に休戦を打診したが、ルイはこれを断り、11月にカイロに向けて進軍を開始した。11月23日にサーリフは病死し、ファフル・アッディーンが代わりに軍の指揮を執った。1250年2月、十字軍はマンスーラに侵入するが、マムルーク軍は十字軍を壊滅することに成功した（マンスーラの戦い）。2月27日にはサーリフの息子、トゥーラーン・シャーがシリアから帰国し、艦隊を率いて十字軍の補給路を断った。このため十字軍は病や食料不足に苦しんだ。今度はルイ側から停戦の申し入れを行ったがアイユーブ朝は拒否した。ハブリーマムルークは攻勢を強めのちにルイ9世を捕虜とすることに成功した。

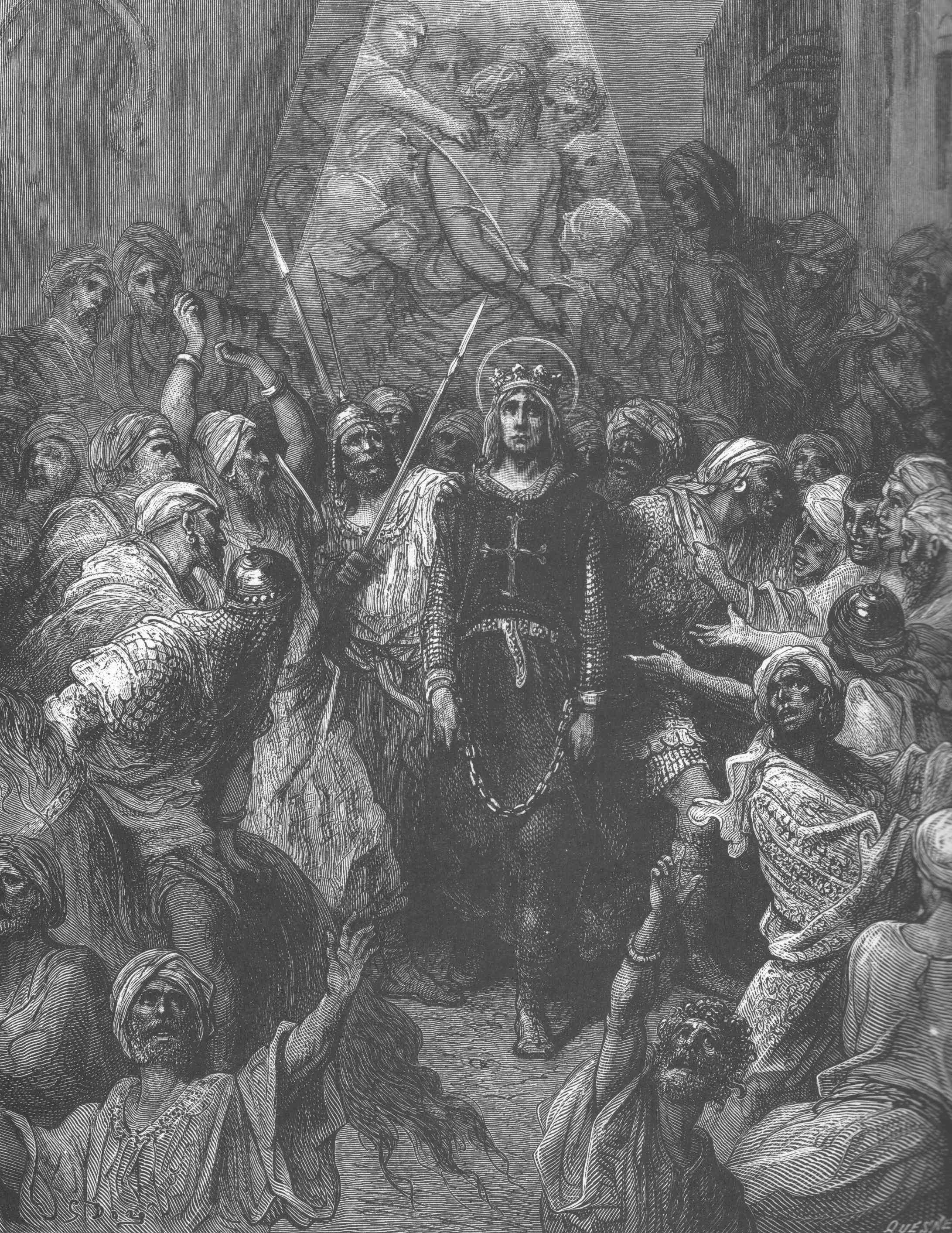
捕虜となったルイ9世（ギュスターヴ・ドレ画）

捕虜の総数は一万人を超えるとも言われる。解放交渉の途中にエジプト側でクーデターがあり、アイユーブ朝のスルタンが廃され、マムルーク朝が始まっている。マムルーク朝との交渉により、ダミエッタ等の占領地の放棄と、40万リーブルという莫大な身代金でルイは解放され、5月にアッコンに向かった。この身代金で解放されたのは捕虜全体の一部で、そのほかの捕虜はイスラム教に改宗した。
以降、ルイ9世はアッコンを根拠地にし、マムルーク朝と同盟してシリアに勢力拡大を図ったが、成果は挙がらず、1254年にフランスの摂政として留守を任せていた母ブランシュの死去の知らせを聞くとフランスに戻った。以後はフランスの内政とヨーロッパの外交に励むが、エルサレム奪還を諦め切れず、1270年に第8回十字軍を率いることになる。

## 結果
西欧有数の大君主であるルイ9世が大敗したことで、キリスト教世界の威信は大きく失墜、さらに十字軍国家を守るべき戦力が大幅に減少した。これを機に伸張したマムルーク朝は、十字軍国家への攻勢を強め、1291年のアッコン陥落へとつながる十字軍国家滅亡の引き金ともなった。